# Michela Vittoria Brambilla

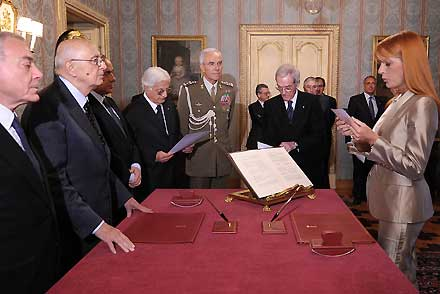
Michela Vittoria Brambilla (z prawej) obejmuje urząd ministra (2009)

Michela Vittoria Brambilla (ur. 26 października 1967 w Calolziocorte) – włoska polityk, przedsiębiorca, deputowana, minister.

## Życiorys
Ukończyła studia z zakresu filozofii na Katolickim Uniwersytecie Najświętszego Serca w Mediolanie.
W 1986 w wyborach Miss Włoch zdobyła tytuł miss elegancji. Zawodowo zajmowała się przez lata prowadzeniem własnej działalności gospodarczej. W 1994 nawiązała współpracę z Silviem Berlusconim. W 2006 rozpoczęła tworzenie ruchu społecznego pod nazwą Koła Wolności, który miał stanowić dodatkową bazę dla nowej szerokiej partii centroprawicowej. Uruchomiła następnie satelitarny kanał TV della Libertà, zaczęła też wydawać powiązane z ruchem czasopismo.
W 2008 należała do organizatorów federacyjnego Ludu Wolności. W przedterminowych wyborach parlamentarnych w tym samym roku została wybrana w skład Izby Deputowanych XVI kadencji. Wkrótce też powołano ją na stanowisko podsekretarza stanu do spraw turystyki w czwartym rządzie Silvia Berlusconiego. W 2009 weszła w skład rządu jako minister bez teki odpowiedzialny za turystykę. Funkcję tę pełniła do 2011; w 2013 uzyskała poselską reelekcję na XVII kadencję, dołączając do reaktywowanej partii Forza Italia. Zaangażowana w działalność na rzecz zwierząt, w 2017 współtworzyła organizację polityczną Movimento Animalista.
W 2018 i 2022 była ponownie wybierana do niższej izby włoskiego parlamentu.